# قره‌بوته
قره‌بوته یک منطقهٔ مسکونی در ایران است که در دهستان چایپاره بالا واقع شده‌است. قره‌بوته ۲٬۷۴۷ نفر جمعیت دارد.